# میدان لستر
میدان لستر (انگلیسی: Leicester Square) یک میدان عابرپیاده در شهر لندن، انگلستان است.
این میدان که در ناحیه وست اند لندن قرار دارد در سال ۱۶۷۰ میلادی بنیان‌گذاری شده و از مناطق عیان‌نشین شهر لندن محسوب میشده‌است، فردریک، شاهزاده ولز، ویلیام هوگارت و جاشوا رینولدز از جمله ساکنان این منطقه بوده‌اند.
سینماهای مهمی همچون اودئون میدان لستر، امپایر، میدان لستر و اودئون وست اند در این میدان قرار دارد، همچنین سینما شاهزاده چارلز در نزدیکی این میدان قرار دارد.

## نگارخانه

میدان لستر در سال ۱۹۰۹

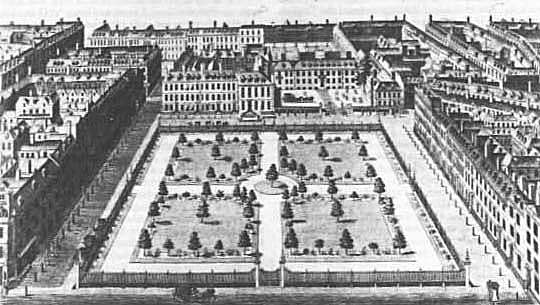
طرح میدان لستر در سال ۱۷۵۰
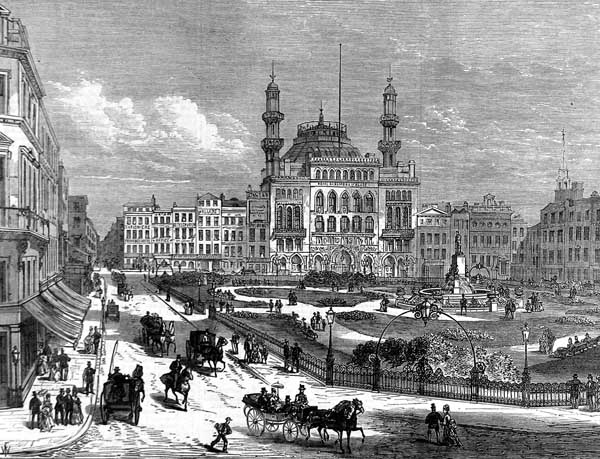
میدان لستر در سال ۱۸۷۴
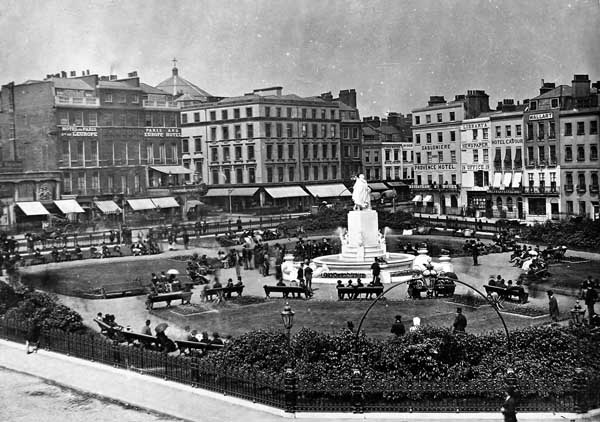
میدان لستر در سال ۱۸۸۰
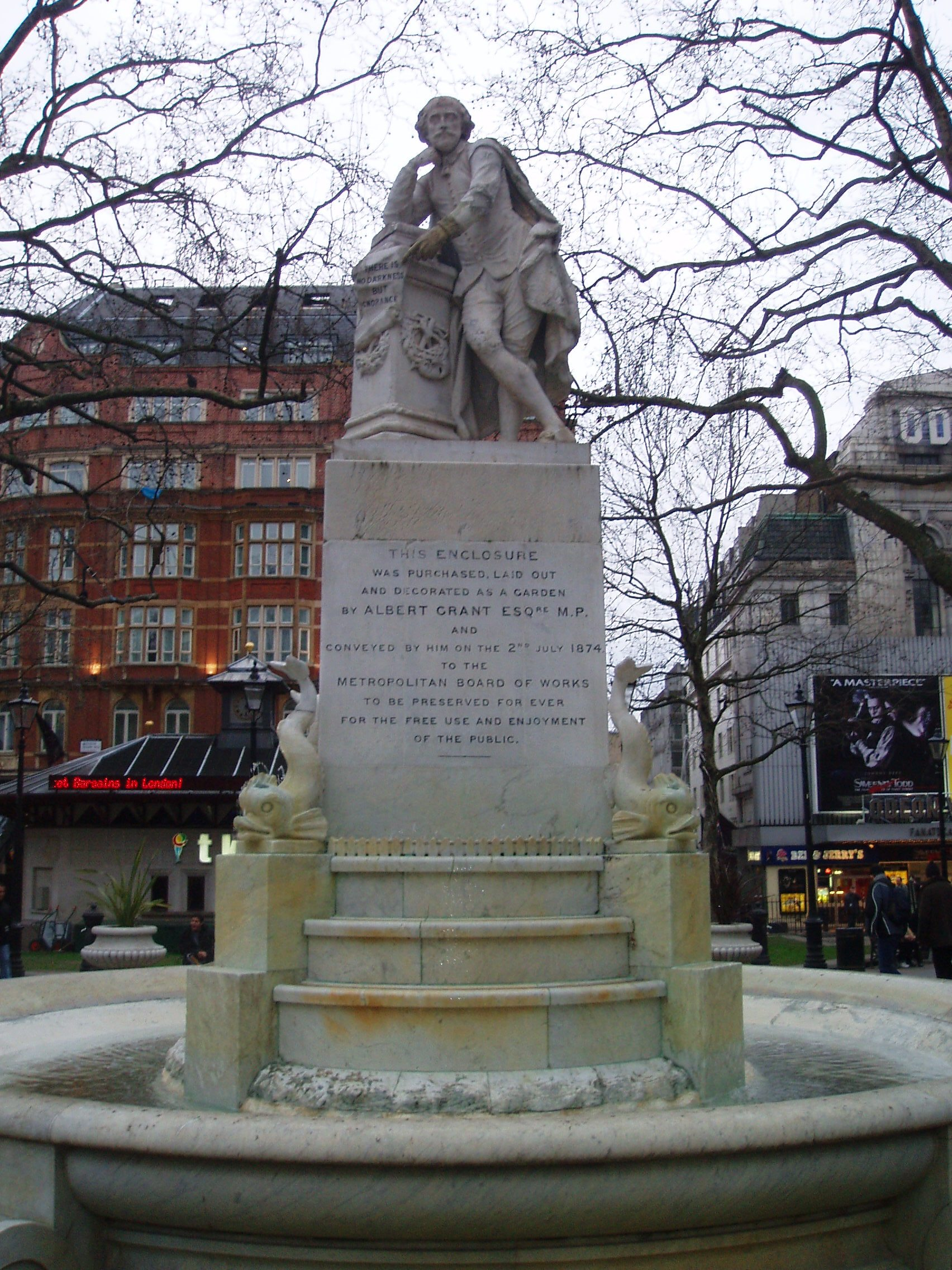
مجسمه ویلیام شکسپیر
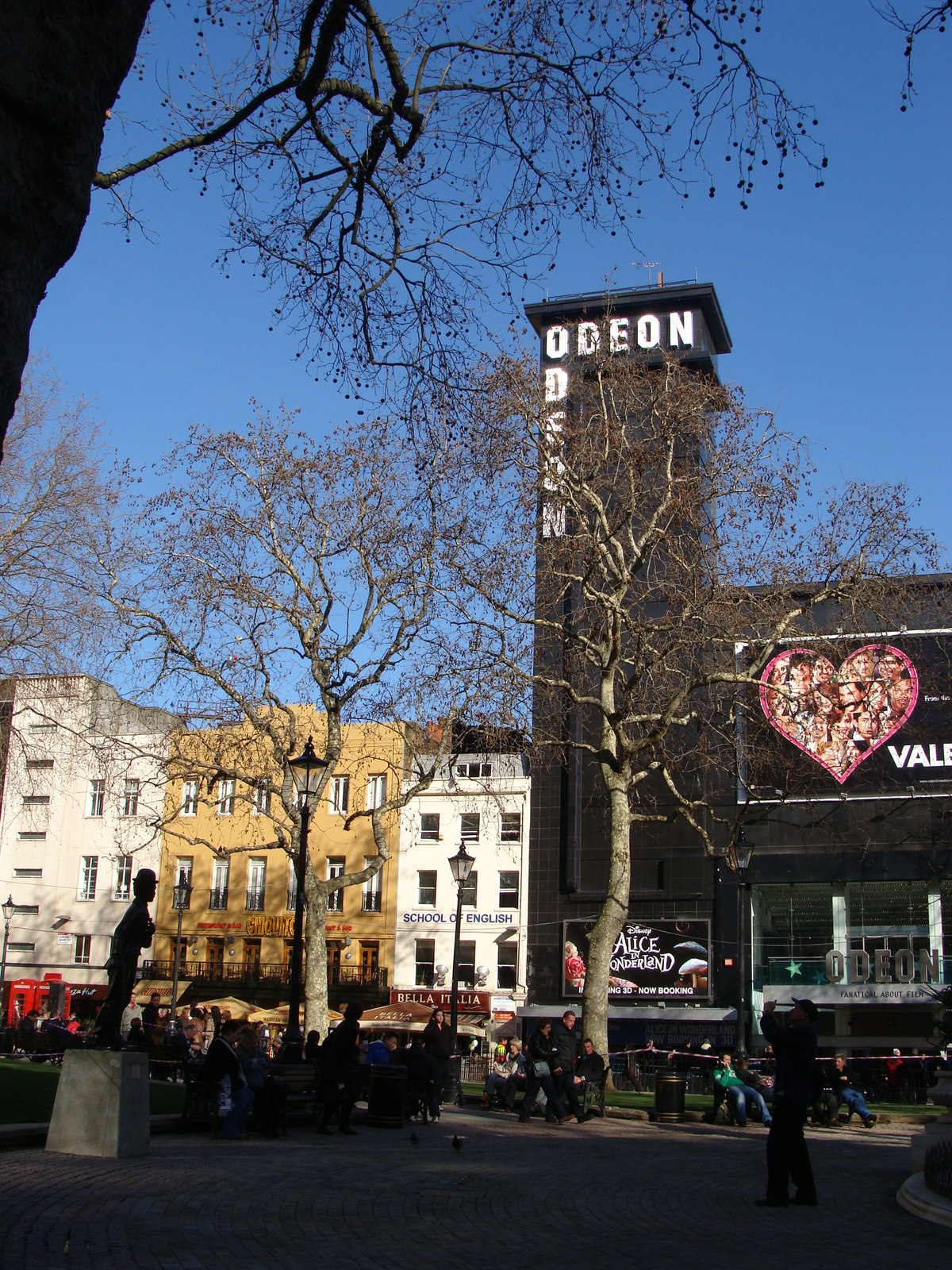
اودئون میدان لستر
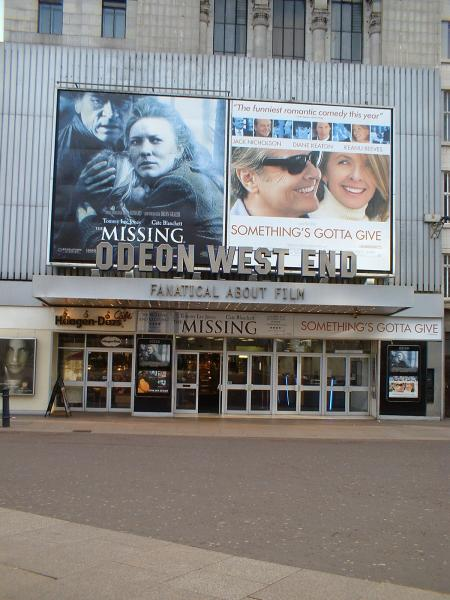
اودئون وست اند
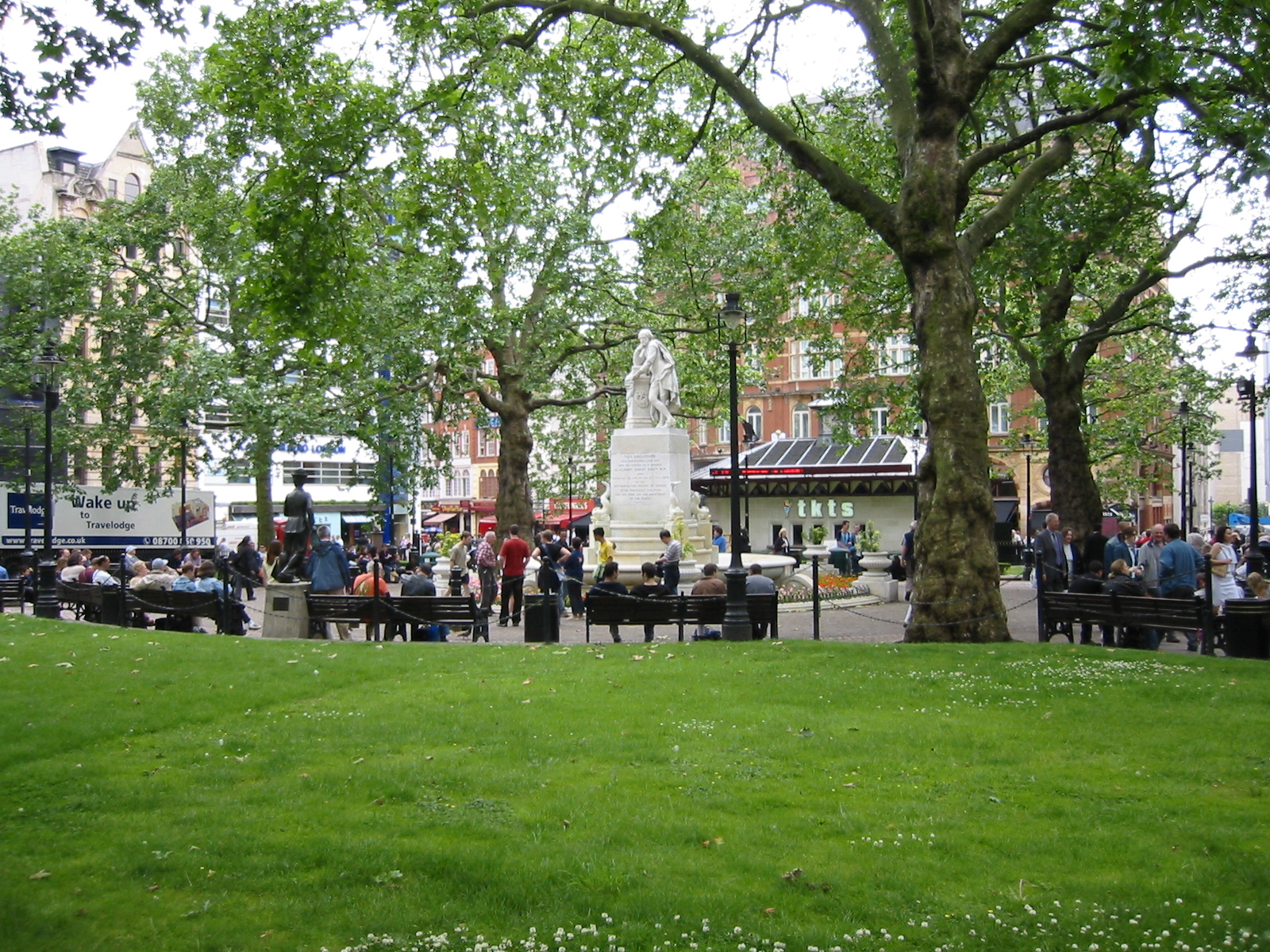
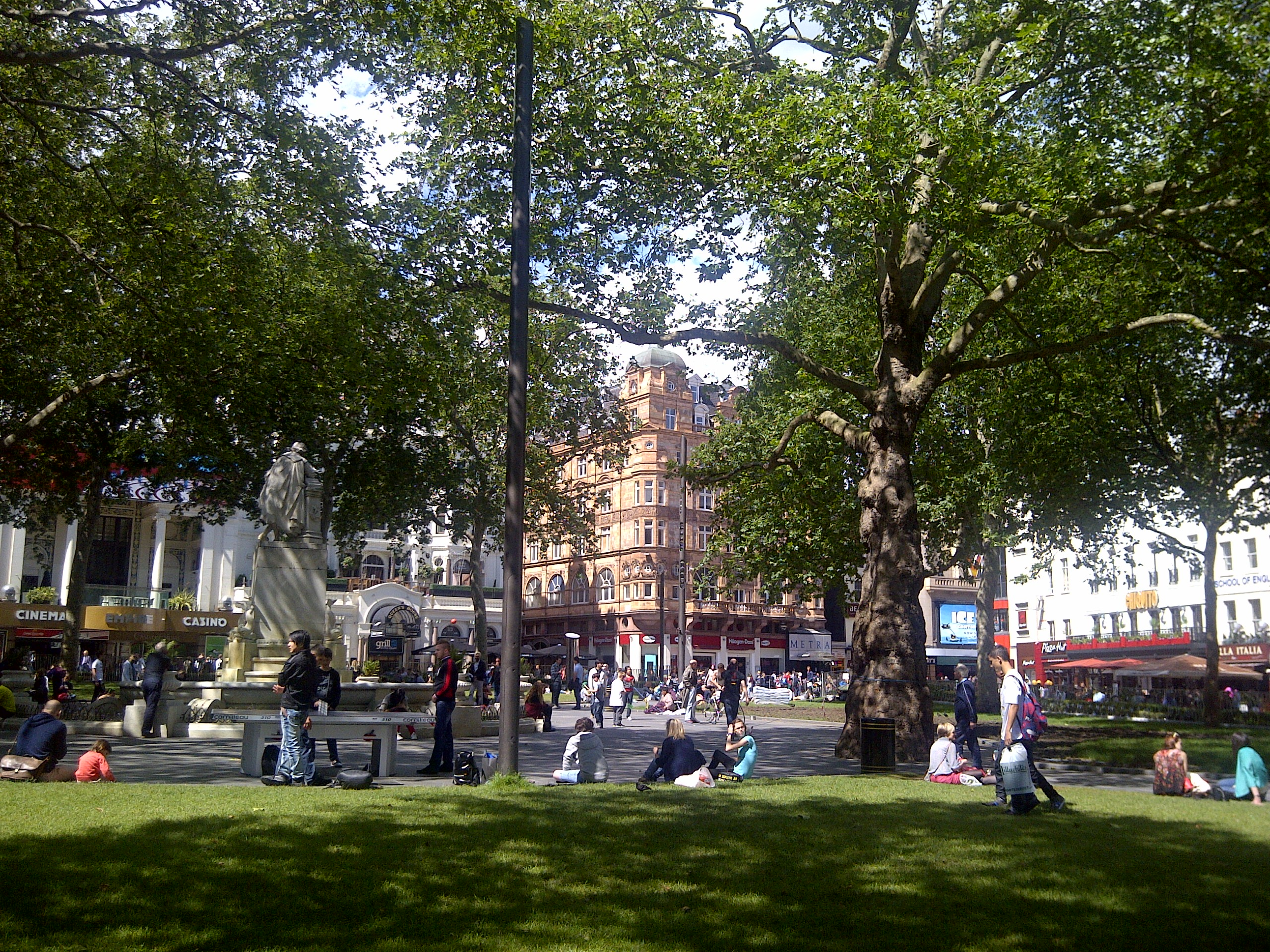
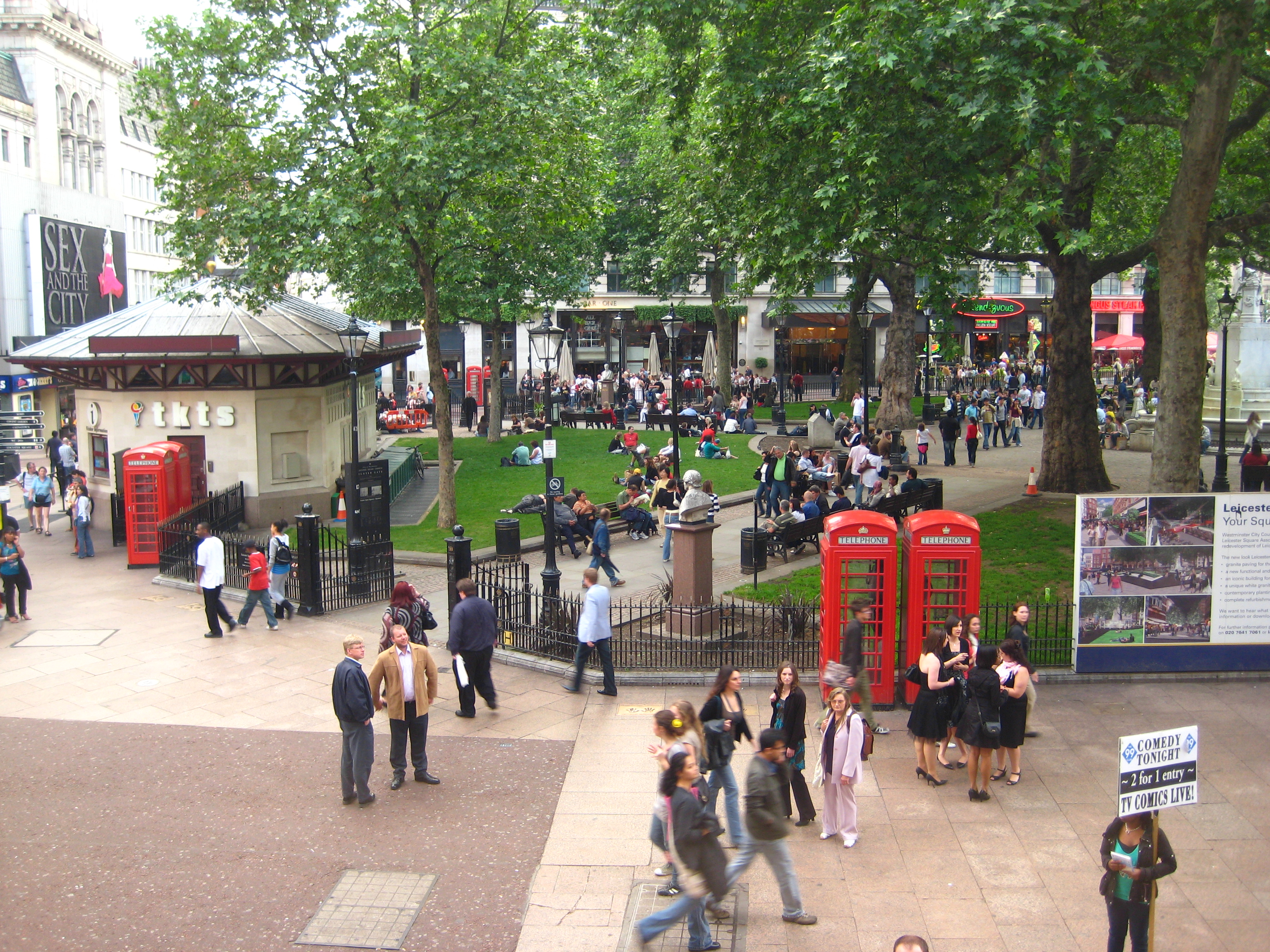
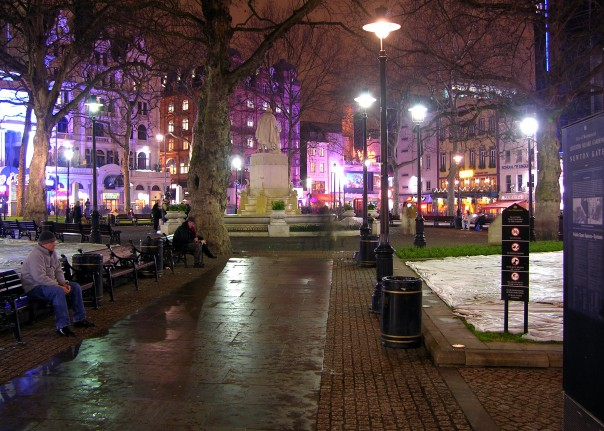
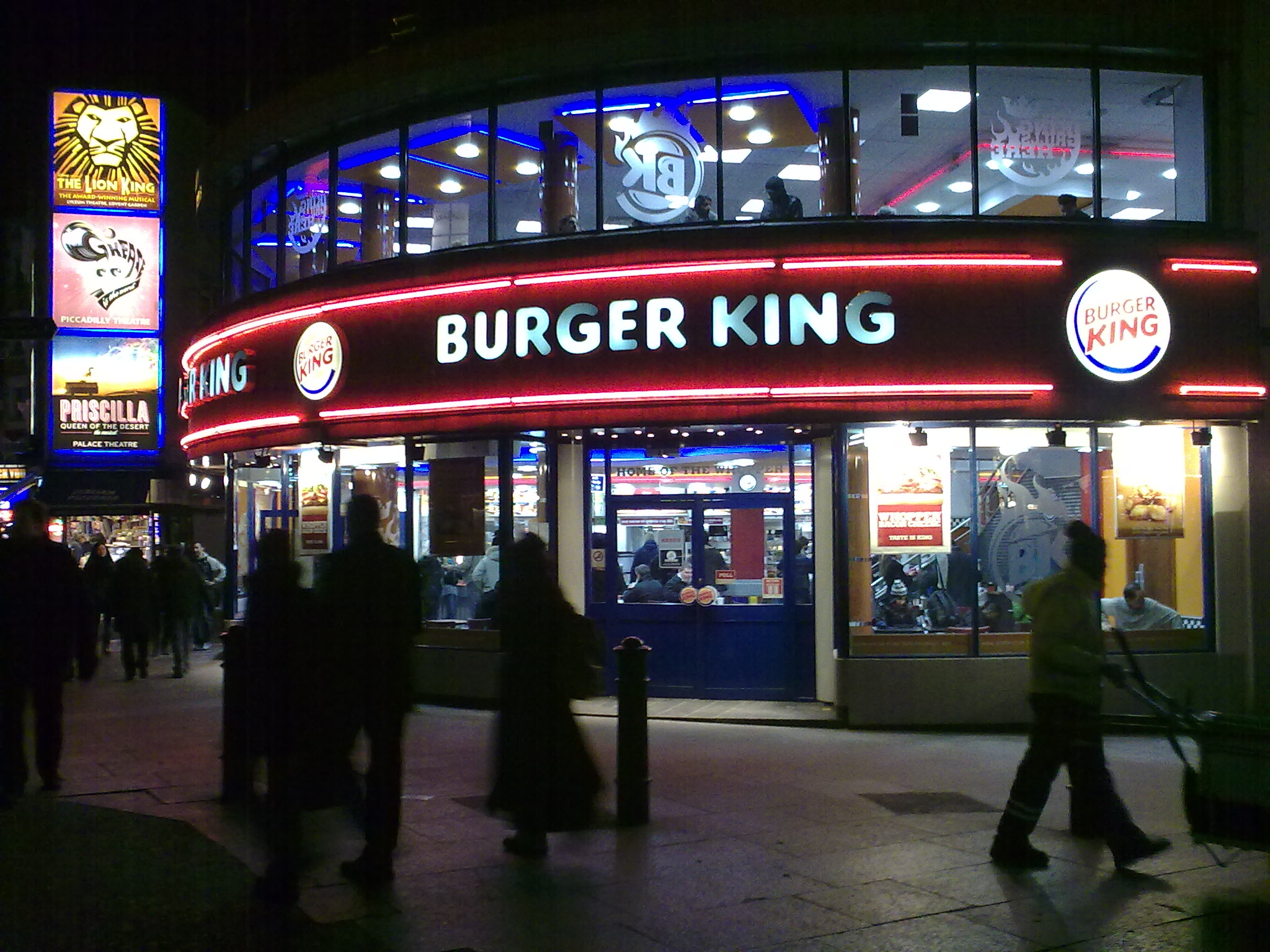
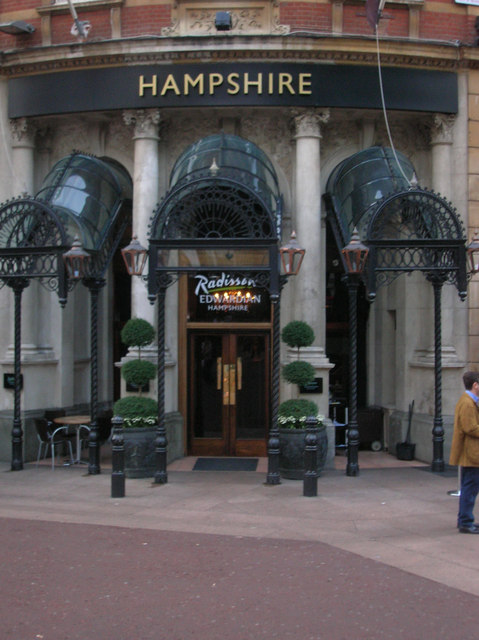